# Nettapus
Nettapus is een geslacht van vogels uit de familie van de eenden, ganzen en zwanen (Anatidae). 

## Soorten
Het geslacht telt drie soorten.
- Nettapus auritus – Afrikaanse dwergeend
- Nettapus coromandelianus – Coromandeleend
- Nettapus pulchellus – Groene dwergeend